# Sue Hamilton
Pour les articles homonymes, voir Hamilton.
Sue Hamilton est une archéologue britannique, professeure de préhistoire à l'Institut d'archéologie de l'University College de Londres de 1990 à 2014. Elle est directrice de l'Institut d'archéologie depuis 2014.

## Biographie
Sue Hamilton est née à Glasgow en 1954. Elle commence ses études d'archéologie à l'université d'Édimbourg et les poursuit à l'Institut d'archéologie de Londres, où elle obtient son diplôme. Elle soutient une thèse de doctorat intitulée First Millennium BC Pottery Traditions in Southern Britain à l'université de Londres en 1993.
Sue Hamilton enseigne l'archéologie au Birkbeck College et au Polytechnic of North London et rejoint l'Institut d'archéologie en 1990. Ses premières recherches se sont centrées sur la préhistoire et la poterie britannique ultérieure et elle a contribué au groupe de recherche britannique sur la céramique préhistorique, The Study of Later Prehistoric Pottery: Guidelines for Analysis and Publication (1991). Aux côtés de Christopher Tilley et Barbara Bender (en), de 1995 à 2000, elle est co-directrice du Bodmin Moor Landscapes Project (Leskernick Project) une étude fondamentale en phénoménologie archéologique, axée sur les paysages du néolithique et de l'âge du bronze, dont les résultats sont publiés en 2007 sous l'intitulé Stone Worlds: Narrative and Reflexivity in Landscape Archaeology (2007) Ce travail a été suivi, de 2002 à 2013, par le Tavoliere-Gargano Prehistory Project, qu'elle a co-dirigé avec Ruth Whitehouse, et dans lequel les principes de l'archéologie sensorielle, développés à partir du Leskernick Project, ont été travaillés dans le cadre des villaggi trincerati néolithiques (villages abandonnés) du sud-est de l'Italie. Son travail sur ce projet a été publié dans un article du European Journal of Archaeology, « Phenomenology in Practice » (2006) et dans l'ouvrage Neolithic Spaces (2020),.
De 2006 à 2015, elle est co-directrice, avec Colin Richards, du projet Rapa Nui Landscapes of Construction, financé par l'AHRC,, recherchant les contextes archéologiques et paysagers des statues de l'île de Pâques.
Sue Hamilton est élue membre de la Society of Antiquaries of London en 2007. Elle estnommée directrice permanente de l'Institut d'archéologie de l'University College de Londres en septembre 2014.

## Publications
- avec John Manley (2001). "Hillforts, Monumentality and Place: A chronological and topographic review of first millennium BC hillforts of south-east England." European Journal of Archaeology. 4 (1): 7–42. https://doi.org/10.1179%2Feja.2001.4.1.7
- « Between ritual and routine: interpreting British prehistoric pottery production and distribution », In Ann Woodward & J.D. Hill (dir.), Prehistoric Britain: The Ceramic Basis, Oxford: Oxbow, 2002  (ISBN 1-84217-071-6) p. 38–53.
- « Phenomenology in practice; towards a methodolgy for a subjective approach », avec Ruth Whitehouse, European Journal of Archaeology, (2006), 9 (1): 31–71, [lire en ligne]
- avec Ruth Whitehouse & Katherine Wright (dir.), Archaeology and Women: Ancient and Modern Issues, Londres, UCL Press, 2006  (ISBN 978-1-84472-121-4)
- avec Barbara Bender & Christopher Tilley, Stone Worlds: Narrative and Reflexive in Landscape Archaeology, Walnut Creek, CA, Left Coast Press, 2007  (ISBN 978-1-59874-219-0)
- « Cultural choices in the ‘British Eastern Channel Area' in the Late Pre-Roman Iron Age », In Colin Haselgrove, & Tom Moore (dir.), The Later Iron Age in Britain and Beyond, Oxford: Oxbow, 2007  (ISBN 9781842172520) p. 81-106.
- avec Thomas Mike Seager & Ruth Whitehouse, « Say it with stone: constructing with stones on Easter Island », World Archaeology, 2011, 43 (2), 167-90. [lire en ligne]
- « The ambiguity of landscape: discussing points of relatedness in concepts and methods », In Ethan Cochrane & Andrew Gardner (dir.), Evolutionary and Interpretive Archaeologies, Walnut Creek: Left Coast Press, 2011 p. 263–280.
- avec John Barrett, « Theory in the field », In Andrew Gardner, Mark Lake & Ulrike Sommer (dir.), Oxford Handbook of Archaeological Theory. Oxford: OUP, 2013 [lire en ligne]
- « Materialising island worlds », In Ian Conrich & Hermann Mückler (dir.), Rapa Nui – Easter Island: Cultural and Historical Perspectives, Berlin: Frank & Timme, [lire en ligne] p. 129–148.
- avec Thomas Mike Seager, « Eroding heritage: an island context », Archaeology International, 2018, 21 (1), 64–74. [lire en ligne]
- avec Ruth Whitehouse, Neolithic Spaces, Volume 1: Social and Sensory Landscapes of the First Farmers of Italy. Londres, Accordia Research Institute, 2020  (ISBN 978-1-87341-541-2)